# Sitio arqueológico de Atapuerca
El sitio arqueológico de Atapuerca es un conjunto de yacimientos arqueológicos y paleontológicos que contienen algunos de los restos de seres humanos más antiguos de la península ibérica. Se encuentran en la sierra de Atapuerca, Burgos, en el yacimiento de la Gran Dolina restos del Homo antecessor con, al menos, una antigüedad de 800 000 años, y en la Sima del Elefante otros de una especie de Homo sin concretar y de 1,2 millones de años. Estos restos quedaron al descubierto al construir una línea de ferrocarril en el siglo XIX.
Ha sido declarado Espacio de Interés Natural, Bien de Interés Cultural y Patrimonio de la Humanidad como consecuencia de los excepcionales hallazgos arqueológicos y paleontológicos que alberga en su interior, entre los cuales destacan los testimonios fósiles de cinco especies distintas de homínidos: Homo erectus,Homo antecessor, Homo heidelbergensis, Homo neanderthalensis y Homo sapiens. En 2022 fue considerado por la National Geographic Society como uno de los 17 yacimientos paleontológicos más importantes de la península ibérica.

## Situación geográfica

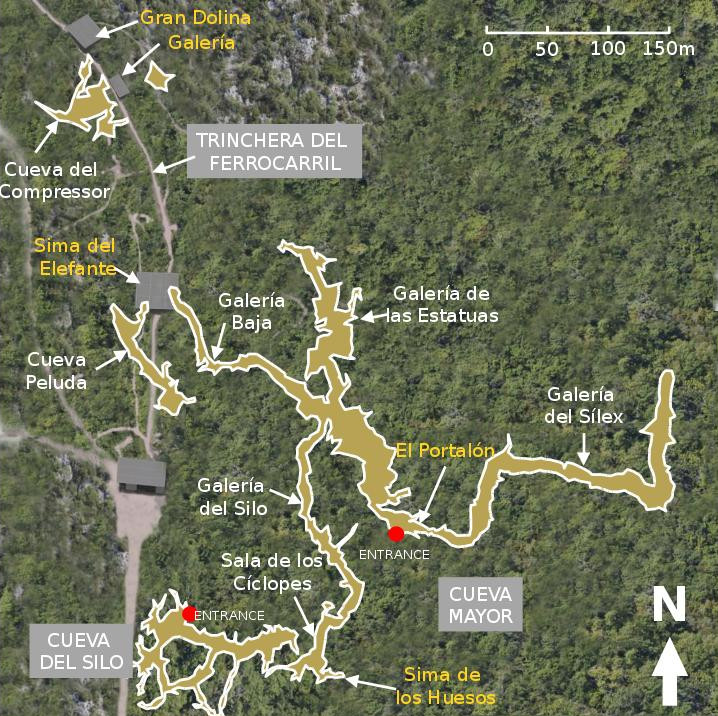
Mapa con: Gran Dolina, Sima del Elefante y Sima de los Huesos

Está limitada por el río Arlanzón al sur, río Vena al norte y la sierra de la Demanda, estribación del sistema Ibérico, al este. Forma parte del denominado corredor de la Bureba, importante e histórico paso entre el valle del Ebro y la cuenca del Duero. Desde el punto de vista orográfico es una formación modesta, con una cota máxima de 1079 metros sobre el nivel del mar en la Cumbre de San Vicente. Está formada por calizas cretácicas cubiertas por importantes masas de encinares (Quercus ilex), quejigales (Quercus faginea) y, sobre todo, monte bajo de aulaga (Genista scorpius), romero (Salvia rosmarinus), espliego (Lavandula spica), tomillo (Thymus sp.) y salvia (Salvia sp.).
El paso de la Bureba ha sido utilizado a lo largo de toda su existencia como paso principal hacia el interior de la península ibérica desde Europa. Como ya se ha indicado, une el valle del Ebro, vertiente mediterránea, con el valle del Duero, vertiente atlántica, a la vez que se sitúa en la ruta que, proveniente de los pasos pirenaicos, se dirigen hacia los demás lugares peninsulares, bien hacia el oeste (Galicia y Portugal) como hacia el sur (la meseta castellana, Andalucía, Extremadura, sur de Portugal y África). Una de las principales calzadas romanas pasaba por aquí al igual que el Camino de Santiago en la Edad Media, la carretera principal N-I a finales del siglo XIX y, hoy día, la autopista AP-1.
No solo ha sido el ser humano, en cualquiera de sus especies, quien lo ha utilizado: la fauna y la flora también lo han elegido en sus expansiones. Esto ha dado lugar a una importante presencia de fauna y flora diversa y a la ocupación humana continuada desde hace más de 1 200 000 años, ayudada por la fertilidad de las tierras y la abundancia de recursos.

## Geología
La sierra está compuesta de una pequeña colina —correspondiente a un anticlinal tumbado (vergencia NE y dirección ibérica NNW-SSE)— formada por calizas, arenas y areniscas de origen marino pertenecientes al Cretácico Superior (entre 80 y 100 millones de años), cubiertas por los materiales aportados por el río Arlanzón, que ha formado numerosas terrazas aluviales en época cuaternaria. La parte más elevada de esta colina está totalmente plana, rasgo indicativo de que ha sufrido una fuerte erosión desde hace varios millones de años.
Alrededor de la sierra, y sobre este anticlinal, existen materiales de origen continental más modernos, cenozoicos, de hace entre 25 y 5 millones de años. Sus componentes son conglomerados de caliza y arcillas rojas del Oligoceno-Mioceno inferior, producto de la erosión del anticlinal calizo. Por encima de estos conglomerados se depositaron margas, arcillas y yesos. La sucesión estratigráfica culmina con los paquetes margosos y de calizas con sílex, propios del antiguo ambiente lacustre con el que se colmató el relleno de la cuenca sedimentaria del Duero en el Mioceno superior.
Durante finales del Plioceno e inicios del Pleistoceno, empieza a encajarse el valle fluvial del Arlanzón, creando, a su paso por la sierra, quince niveles de terrazas cuaternarias muy asimétricas.
La subida de las aguas del río y la estructura caliza han dado lugar a un complejo kárstico con multitud de cuevas, muchas de ellas abiertas al exterior por diversas causas (derrumbes, cortes...). Por estas aberturas se han ido depositando diferentes sedimentos a lo largo de los años: tierra, polvo, polen, restos animales, excrementos..., hasta llegar, en muchos casos, a colmatar las entradas y, en otros, estas han quedado cegadas por derrumbes posteriores, preservando el interior intacto hasta que surgieron nuevas aberturas. Esto ha permitido la conservación de restos y fósiles de homínidos en las numerosas cuevas bajo los bosques de Atapuerca, protegiéndolos de cambios bruscos de temperatura y humedad.

## Espacio Cultural de la Sierra de Atapuerca
El Consejo de Gobierno de la Junta de Castilla y León, en su reunión del día 26 de julio de 2007, acordó la declaración de Espacio Cultural del Bien de Interés Cultural "Sierra de Atapuerca" en Burgos.
Atapuerca constituye el primer Espacio Cultural declarado en la Comunidad. La figura se utiliza al amparo de la nueva Ley de Patrimonio de Castilla y León y en consonancia con las nuevas estrategias del Plan PAHIS 2004-2012, que proponen la valorización de amplios espacios territoriales con valor cultural, de cara a su protección y a la promoción del desarrollo sostenible de las poblaciones en que se ubica.

## Historia
Esta cavidad aparece ya citada en documentación del siglo X del Monasterio de San Pedro de Cardeña. Quizá la primera mención extensa de la cueva de Atapuerca se halle en la Crónica burlesca del emperador Carlos V, de don Francés de Zúñiga, quien documenta ampliamente una visita a la misma "adonde fue una batalla del rey don Sancho de Castilla y el rey don García de Navarra", realizada en 1527 por varios nobles de la corte con motivo de leyendas referidas a la existencia de fantasmas en la misma. Que era conocida lo demuestran además la existencia de varios graffiti datables en los siglos XV y XVI. Pedro Sampayo y Mariano Zuaznávar, en su Descripción con planos de la cueva llamada de Atapuerca (Burgos, 1868), dicen que incluso habían visto inscripciones del siglo XIII, alguna con caracteres islámicos.

### Primeros descubrimientos en elsigloXIX
Las primeras exploraciones sistemáticas del complejo kárstico de Cueva Mayor se remontan a la mitad del siglo XIX. Sin embargo, esta cueva ya era conocida y visitada desde mucho tiempo antes. En 1863, Felipe Ariño solicita la concesión en propiedad de la cueva. Cinco años después, en 1868, se publica una descripción detallada de la cueva, de manos de Pedro Sampayo y Mariano Zuaznávar, en la que describen por primera vez la conocida actualmente como Sima de los Huesos. Esta tiene una segunda referencia en 1890 en una demanda para obtener un permiso de exploración minera de otras zonas de Cueva Mayor. De una forma paralela a estas primeras investigaciones, suceden multitud de expoliaciones y destrucción de su interior.

### Ferrocarril minero

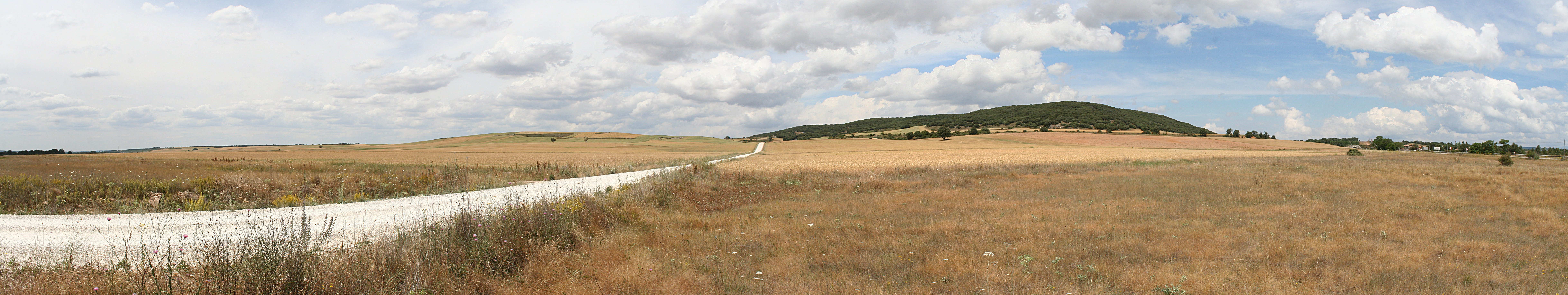
Panorámica de la sierra de Atapuerca rodeada de trigales.

A finales del siglo XIX, época en la que España se estaba incorporando a la Revolución industrial, se construyó un trazado de ferrocarril minero desde la sierra de la Demanda hasta Burgos (concretamente hasta el enlace con la línea de ferrocarril Burgos-Bilbao). En aquellos años, las siderurgias vascas requerían gran cantidad de mineral de hierro y carbón, más de la que los yacimientos de León y Asturias podían ofrecer por entonces. La Sierra de la Demanda tenía minas potenciales de mineral de hierro y hulla. Sin embargo, no había ningún tipo de transporte que lo pudiera destinar a los altos hornos dedicados a la fundición situados en Vizcaya. Para solventar este problema, en 1896 se otorgó la autorización para construir esa línea férrea de vía estrecha a la compañía recién creada por Richard Preece Williams The Sierra Company Limited. Esta empresa se encargó del trayecto desde Monterrubio de la Demanda a Villafría, así como de la inversión en varias minas localizadas en pueblos como Pineda de la Sierra, Riocavado de la Sierra, Barbadillo de Herreros, el mismo Monterrubio de la Demanda y Valle de Valdelaguna. La obra de ferrocarril, en la que participaron 1500 operarios, comprendía un total de 65 kilómetros y se finalizó en 1901, cinco años después de su comienzo.

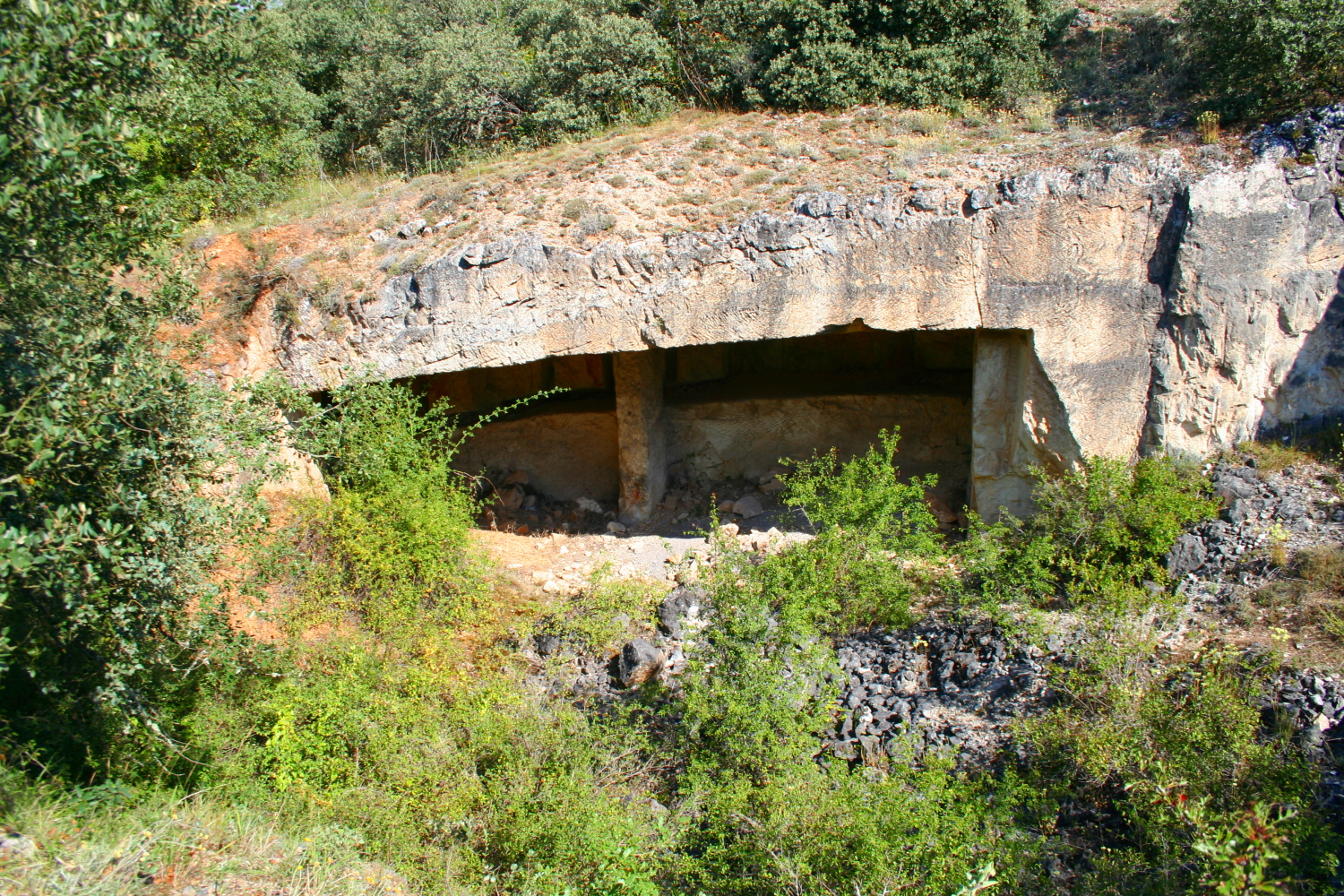
Restos de una antigua cantera próximos a la Trinchera del Ferrocarril y a los yacimientos.

En un principio este trayecto no atravesaba la sierra de Atapuerca. Sin embargo, y sin explicación conocida, el trazado del ferrocarril la atravesaba por su lado suroeste mediante una profunda trinchera de medio kilómetro de longitud y una profundidad que, en su mayor cota, alcanza casi los veinte metros. Este desfiladero creado, que sumaba un kilómetro de distancia extra respecto a los planes iniciales, pudo realizarse para explotar comercialmente la caliza de la sierra, puesto que esta se había usado como material de construcción desde la Edad Media. Esta trinchera, a su paso, atravesó numerosas cuevas colmatadas con sedimentos pleistocenos (con huesos e industria lítica, aunque nadie reparó en ellos) exponiéndolos a la luz y mostrando claramente su estratificación.
El compromiso con la compañía fue que su carácter no sería exclusivamente minero; como condición para recibir la subvención de la Diputación, The Sierra Company Limited tuvo que comprometerse a transportar pasajeros y mercancías (para tal fin dicha compañía adquirió cuatro locomotoras de vapor y diverso material móvil). Sin embargo, la línea nunca llegó a consolidarse económicamente, debido a los elevados precios que impuso Ferrocarriles del Norte. Hacia 1910 la línea férrea dejó de funcionar, y en 1917 la sociedad Vasco-Castellana, heredera de The Sierra Company Limited, quebró y desapareció definitivamente. Aún hoy se conservan puentes, taludes, túneles y estaciones de aquel ferrocarril. En 1950 se aprovecha la trinchera del ferrocarril como cantera, lo que afectó negativamente a los yacimientos destruyendo una parte de ellos.

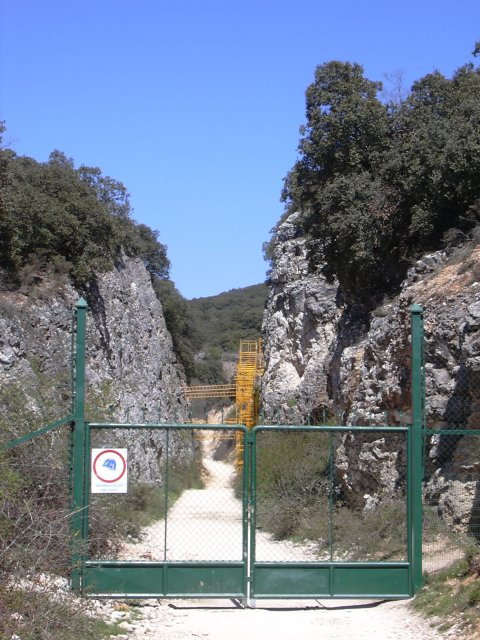
Entrada a las excavaciones de la trinchera.

### Primeras campañas
En 1964, el profesor Francisco Jordá Cerdá inicia las primeras campañas de excavaciones que se detendrían poco después. Ocho años más tarde, un grupo de espeleólogos, el Grupo Espeleológico Edelweiss, descubre la llamada Galería del Sílex que contiene restos de rituales funerarios y de pinturas de la Edad del Bronce.
En 1973, el profesor J. M. Apellániz comienza las campañas de excavaciones en el El Portalón de Cueva Mayor. Fueron once campañas.

### Estudio actual
En 1976, el ingeniero de minas Trinidad de Torres Pérez-Hidalgo (Trino), que por entonces realizaba su tesis doctoral en osos fósiles, acude al paleontólogo Emiliano Aguirre con varios restos humanos encontrados en uno de los yacimientos de la sierra burgalesa: la Sima de los Huesos. En 1978, Aguirre empieza a dirigir las excavaciones. En 1980 se inician las excavaciones en Galería que durarán más de una década. En 1984 se comienzan las excavaciones sistemáticas en la Sima de los Huesos.
En 1990, Emiliano Aguirre se jubila y la dirección pasa al equipo formado por Juan Luis Arsuaga, José María Bermúdez de Castro y Eudald Carbonell Roura. Desde entonces se han encontrado instrumentos líticos del Paleolítico inferior arcaico, los más primitivos, en la base de la Gran Dolina (datados hace unos 900 000 años) y al poco tiempo, en 1992, se encuentran varios cráneos en la Sima de los Huesos, entre ellos el famoso cráneo número 5, bautizado como Miguelón en honor a Miguel Induráin, lo que da relevancia internacional y científica al yacimiento, haciéndolo imprescindible en los estudios de la evolución humana.
Los años 1994 y 1995 dejarían un rico registro de herramientas del Paleolítico inferior arcaico junto con restos humanos, todos ellos datados en 800 000 años, lo que confirma una presencia humana muy antigua en Europa. Al año siguiente se confirma, mediante el estudio de las marcas en los huesos, que se practicaba un canibalismo ritual; esta es la referencia sobre canibalismo más antigua de Europa. Se inician las excavaciones de la Sima del Elefante.
Las excavaciones de 1997 son de gran importancia para el yacimiento, ya que descubrieron un conjunto de restos de seres humanos que vivieron hace 800 000 años. Esta excavación contribuyó con una nueva especie humana a la que llamaron Homo antecessor, un antepasado del Homo sapiens emigrado desde África. Estos hallazgos constituyeron los restos humanos más antiguos de Europa occidental, ya que solo se habían encontrado otros restos en el Cáucaso, pertenecientes a Homo ergaster, que llegó a Europa hace unos 1.6 millones de años. Las investigaciones reciben varios premios de prestigio, entre ellos el Príncipe de Asturias y el de Ciencias Sociales de la Junta de Castilla y León.
El año 1998 aportaría la constancia de que los restos hallados en la Sima de los Huesos, inicialmente asignados a Homo heidelbergensis, pertenecen a seres humanos, que además de tener capacidad de abstracción y simbología se plantean los problemas místicos inherentes al ser humano. Esto se confirma por el hallazgo de una herramienta bifaz (modo 2) sin utilizar y realizada con un material muy apreciado, el llamado Excalibur, cuya presencia se ha interpretado como un posible homenaje a algún miembro del grupo allí enterrado.
En 1999 empiezan las excavaciones en la Cueva de El Mirador y al año siguiente se recibe la calificación de Patrimonio de la Humanidad por la UNESCO (2000), a la vez que en la Sima del Elefante se encuentran restos de utensilios líticos que se datan en un millón de años. Se describe una especie nueva de roedor, Microtus (Allophaiomys) lavocati, y se retoman las excavaciones del Portalón de Cueva Mayor. La Gran Dolina daría una nueva especie de oso de las cavernas, Ursus dolinensis, cuyos restos se encontrarían en el nivel TD4. 
En 1999 también comienzan las prospecciones sistemáticas intensivas del entorno de la Sierra de Atapuerca, con el descubrimiento hasta el año 2007 de cerca de 200 sitios arqueológicos al aire libre del Pleistoceno y Holoceno. Según los autores citados, «los registros arqueopaleontológicos de las cuevas de la sierra de Atapuerca y los sitios arqueológicos al aire libre en un área de 10 km de radio de Cueva Mayor (314 km2) han confirmado, –exceptuando algunos periodos–, un poblamiento continuo desde el Pleistoceno Inferior al Holoceno con varias especies de homínidos (Homo antecessor, Homo heidelbergensis, Homo neanderthalensis y Homo sapiens) explotando el mismo territorio: la sierra de Atapuerca y la cuenca del Arlanzón. Las actividades realizadas en este territorio en los diferentes periodos prehistóricos, y dependiendo de la estrategia económica (cazadores-recolectores y agropecuarios), han depositado en el subsuelo múltiples sitios con industrias líticas y cerámicas que han sido catalogados como poblados, campamentos temporales, talleres de sílex y espacios de actividad económica complementaria».

## Yacimientos de la Sierra de Atapuerca

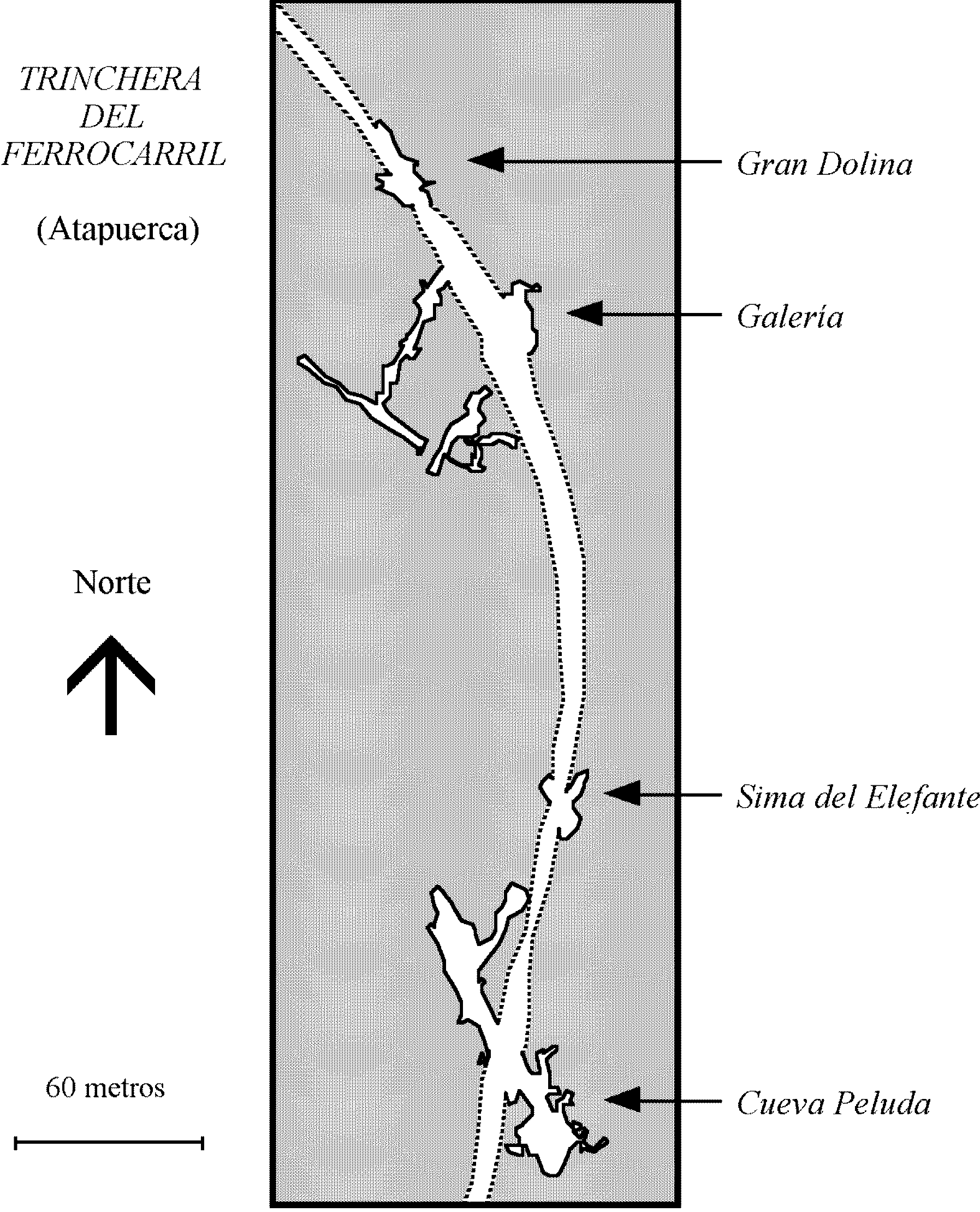
Plano de la trinchera del ferrocarril y sus diferentes yacimientos arqueológicos.

En la segunda mitad del siglo XIX se realizaron algunos hallazgos que indicaban la riqueza arqueológica de la zona. Pero hasta el último cuarto del siglo XX no se realizaron estudios profundos y sistemáticos que determinaron este conjunto de yacimientos prehistóricos como uno de los más importantes de Europa y de los más relevantes del mundo, donde se han hecho hallazgos que han cambiado la historia registrada de la humanidad. Se han encontrado restos desde una cronología perteneciente al Pleistoceno Inferior (con una antigüedad superior al millón de años) hasta el Holoceno (época actual), con datos sobre la fauna, flora y clima. Este complejo arqueológico está declarado Patrimonio de la Humanidad por la Unesco (2000) y ha recibido el Premio Príncipe de Asturias de Investigación Científica y Técnica (1997).
Los yacimientos son excepcionales por la abundancia de registro fósil, su buena conservación e importancia científica. Los útiles líticos que se han encontrado abarcan todas las etapas tecnológicas, desde las formas más primitivas del tallado de piedra hasta aquellas que pertenecen a la Edad del Bronce.
En cuanto a la fauna, se ha hallado una nueva especie de oso de las cavernas, bautizado como Ursus dolinensis. El hallazgo más importante es el de los restos humanos. Los hay en varios yacimientos, algo que no suele ser habitual. Entre ellos se han encontrado los restos del antepasado más antiguo de Europa, el Homo antecessor, última especie común entre los neandertales, los Homo sapiens y los del preneandertal Homo heidelbergensis.
A continuación, se comentan los yacimientos más relevantes y que más información han aportado para entender la prehistoria. Entre ellos destacan los que se ubican en la Trinchera del Ferrocarril (como la Sima del Elefante, Galería y Gran Dolina), y aquellos pertenecientes al sistema kárstico de Cueva Mayor/Cueva del Silo (como Portalón, Galería del Sílex y Sima de los Huesos). Aparte se encuentra la Cueva del Mirador, una cueva situada en el extremo sureste de la sierra, y sin relación aparente con el sistema kárstico mencionado. Hay localizados más de 50 yacimientos exteriores (como el Valle de las Orquídeas y Hundidero; este último se ha comenzado a excavar recientemente) y un elevado número de monumentos megalíticos (dólmenes) por la zona, tanto en la sierra como en las cercanías, lo que atestigua que el complejo de Atapuerca es muy extenso, no limitándose únicamente a lo referente a la trinchera del ferrocarril y sus cercanías.

### Trinchera del Ferrocarril

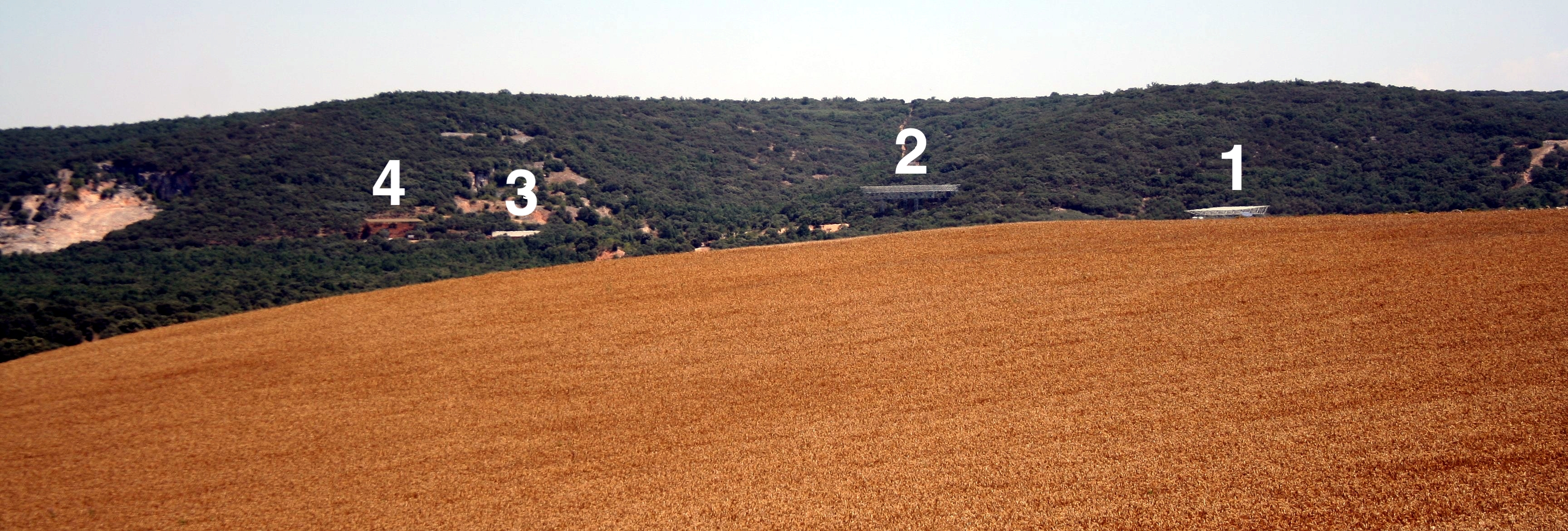
Distribución de los yacimientos a lo largo de la Trinchera según los techos que los protegen. (1) Entrada a la trinchera; (2) Sima del Elefante; (3) Galería; (4) Gran Dolina.

#### Sima del Elefante (TE, Trinchera Elefante)

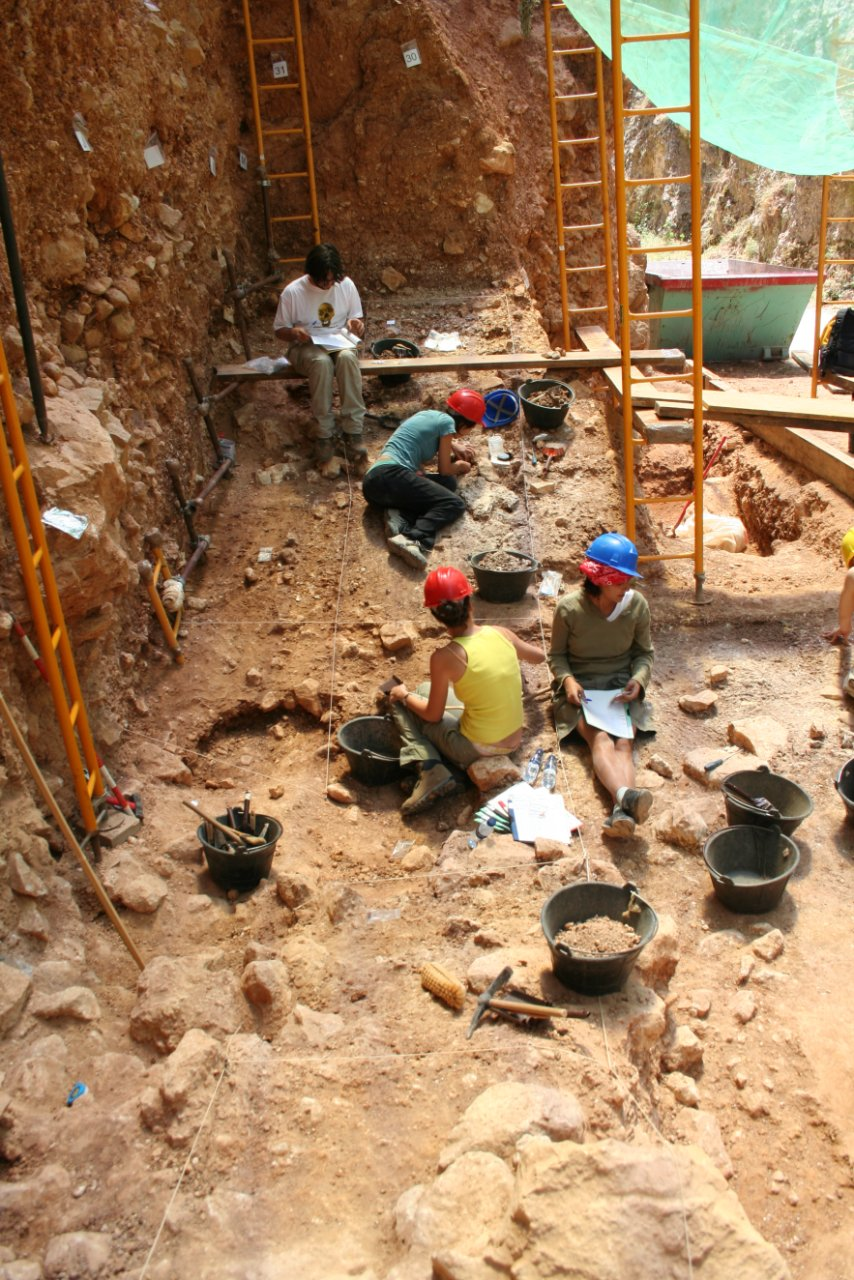
Excavación de los niveles inferiores de Trinchera Elefante durante la campaña de 2006.

El yacimiento de la Sima del Elefante, o Trinchera Elefante (TE), como también es conocido, se localiza en la Trinchera del Ferrocarril, siendo el primer yacimiento que nos encontramos al ir caminando desde la entrada sur de la trinchera. En el contexto del complejo kárstico de Cueva Mayor/Cueva del Silo, se localiza al final de la Galería Baja, desconociéndose aún la relación sedimentológica entre ambos sitios. Debe de constituir una galería kárstica de más de 15 metros de altura y 18 metros de anchura máxima. Es una cueva colmatada de sedimentos, que quedó descubierta cuando se hizo la trinchera a finales del siglo XIX, quedando afloramientos de sedimentos en ambas paredes, siendo los situados en la pared este sobre los que se desarrollan las investigaciones. Su nombre se debe a la aparición en 2001 de unos fósiles que fueron inicialmente atribuidos a elefantes, aunque investigaciones posteriores demostraron que pertenecían a rinocerontes. Sin embargo, en campañas posteriores se descubrió un astrágalo que sí pertenecía a un elefante, confirmándose la presencia de estos animales en sus depósitos fosilíferos.
Es el yacimiento de la trinchera que más tarde se ha empezado a excavar de una forma sistemática. Los 21 metros de potencia de sedimentos que tiene abarcan todo el periodo de ocupación humana de la sierra correspondiente al Pleistoceno. Sus niveles inferiores son los más antiguos de toda la sierra —están próximos al subcron paleomagnético Jaramillo—, y se encuentran situados incluso a 3,5 metros por debajo del nivel actual de la trinchera, con una edad superior al millón de años (Pleistoceno Inferior). En estos niveles se han hallado restos de fauna acompañados de instrumentos líticos, demostrando la presencia de homínidos en una época anterior a la que vivió Homo antecessor de Gran Dolina (unos 780 000 años). Además, en algunos restos óseos de animales se han encontrado marcas de corte producidas por el contacto del instrumento lítico y el hueso en el momento de la descarnación, por lo que se pueden inferir ciertos aspectos de la alimentación de aquellos homínidos. Por otro lado, en los niveles superiores han aparecido instrumentos líticos del tipo Musteriense o modo 3, asociados a neandertales, junto con fósiles de caballos y ciervos.
En marzo de 2008 se dieron a conocer nuevos restos de Homo hallados en este yacimiento; se trata de parte de una mandíbula de un individuo de unos 20 años y 32 herramientas de sílex de tipo olduvayense (modo 1); han sido datados en 1,2 millones de años de antigüedad, mucho más antiguos que los restos originales de Gran Dolina, lo que hace retroceder considerablemente la constancia de la presencia de homínidos en Europa. Los restos, que inicialmente se identificaron como Homo antecessor, fueron posteriormente adscritos a Homo sp. (pertenecientes al género Homo pero sin precisar la especie), y se postuló su pertenencia a una nueva especie aún por definir. La mayoría de los rasgos morfológicos son primitivos para el clado Homo y no muestran el aspecto moderno que exhibe el Homo antecessor. Además, el fósil presenta una mayor derivación en la región nasoalveolar que la de Dmanisi y otros homínidos aproximadamente contemporáneos. Sobre la base de la evidencia disponible, se han denominado los nuevos restos como Homo aff. erectus de Atapuerca, es decir, una especie probablemente nueva, diferente pero estrechamente relacionada con Homo erectus, aunque con datos insuficientes para definirla como una nueva especie. Este fósil representa el rostro humano más antiguo de Europa Occidental identificado hasta la fecha.

##### Secuencia estratigráfica y cronológica de TE

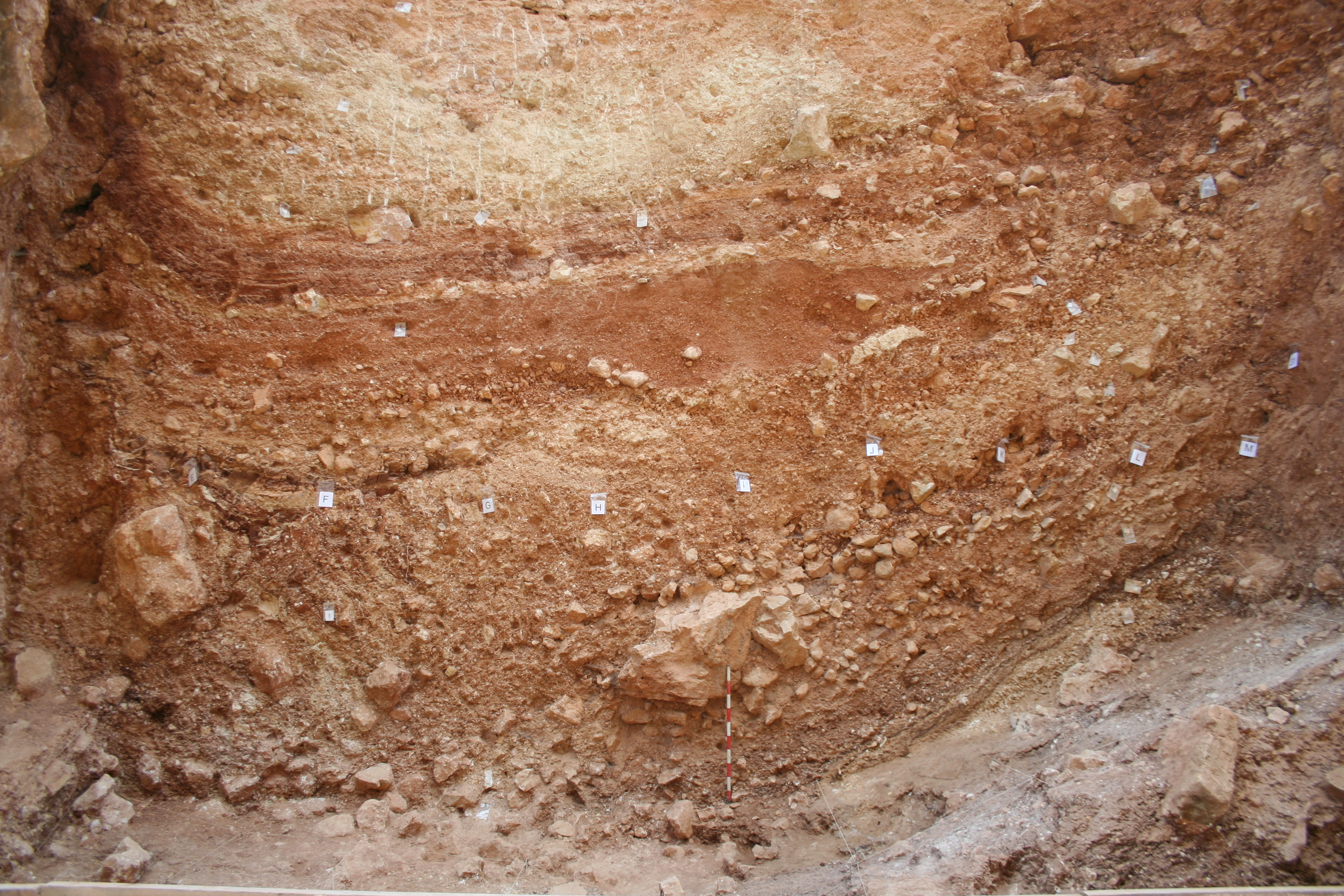
Detalle de la sección este del yacimiento de la Sima del Elefante en 2006. El testigo es de un metro de longitud.

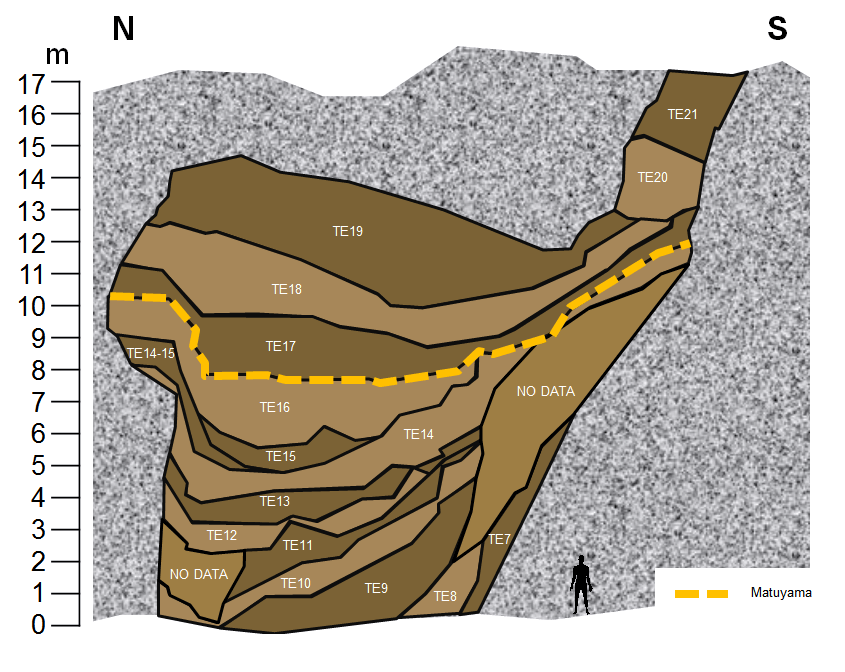
Estratigrafía de la Sima del Elefante

La Sima del Elefante se divide en una secuencia de 21 unidades estratigráficas, y al menos tres fases de relleno sedimentario, pudiéndolas distinguir según su cronología, color, textura y origen de los aportes, clasificándolas desde la parte inferior hacia la superior, de lo más antiguo a lo más moderno.
- Fase 1: sus sedimentos pertenecen al Pleistoceno Inferior, ya que los estudios paleomagnéticos realizados en los niveles E-8 y E-12 dan una polaridad inversa atribuible al cron Matuyama; según los estudios bioestratigráficos, basados en la presencia de ciertos roedores típicos de esa etapa geológica —como Microtus (Allophaiomys) chalinei, Microtus (Allophaiomys) sp. nov., Microtus (Iberomys) aft. huescarensis, Ungaromys nanus, Pliomys episcopalis, Mimomys sp., Castillomys rivas, Apodemus sp., Eliomys quercinus, Myoxus sp., y Castor fiber— también se confirma. Esta fase tiene una profundidad de nueve metros, y se encuentra afectada por fracturas y hundimientos de todas las galerías infra-adyacentes a los depósitos. Está formada por un elevado número de debris flows provenientes del sur, distinguiéndose siete niveles:
  - E-8: es el nivel más bajo de la secuencia, con un color muy oscuro. Tiene gran cantidad de fósiles de microvertebrados y una gran abundancia de materia orgánica, debido principalmente a los excrementos de murciélagos.
  - E-9: tiene una sucesión de coladas detríticas de piedras subangulosas, con la zona cortical modificada por disolución, con una matriz arcillosa oscura. Existen bandas de arcillas más plásticas y sin piedras, intercaladas en el nivel. Tiene gran cantidad de restos de macro y microvertebrados. En este nivel se han hallado parte de una mandíbula de Homo antecessor y 32 herramientas de sílex, con una antigüedad de 1,2 millones de años.[4]
  - E-10: es un nivel de bloques y piedras, sin estructura interna aparente, con una matriz arcillosa rojo oscuro. Aparecen fósiles de animales de tamaño medio y en conexión anatómica.
  - E-11: es un nivel heterogéneo, con mezcla de distintos materiales, incluyendo piedras margosas.
  - E-12: nivel formado por una sucesión de coladas detríticas de flujo por gravedad que erosionan el nivel anterior. Tiene un cambio de facies lateral, rápido y marcado. En el extremo proximal hay grandes bloques unos sobre otros, disminuyendo el tamaño de los mismos en la zona media, más arcillosa. En el extremo distal, abundan las arcillas prismáticas, destacando la poca presencia de piedras.
  - E-13: formado por gravas de las mismas dimensiones, con una estritificación cruzada.
  - E-14: formado por una sucesión de coladas detríticas de flujo por gravedad, con fuertes cambios laterales en las facies. Se diferencian 3 niveles dentro de esta unidad:
    - Nivel inferior: formado por una matriz arenosa, con clastos medios.
    - Nivel intermedio: formado por arcillas laminares alternadas con elementos detríticos.
    - Nivel superior: formado por una colada de matriz arcillosa oscura, con grandes piedras, que disminuyen de dimensiones en las partes distales.
- Fase 2: cronológicamente pertenece al Pleistoceno Medio. Todos los niveles que la componen son erosivos, y en su conjunto, pueden alcanzar los 9 metros. Se distinguen 5 niveles:
  - E-15: erosiona la parte superior de E-14, dando lugar a una estructura de cut and fill que alcanza hasta el nivel E-9. Esta colada de gravas y bloques, con una clara matriz margosa, se introduce en la cavidad desde el sur.
  - E-16: tiene el mismo punto de entrada de material que el nivel E-15. Tiene diferentes flujos detríticos con una matriz arcillosa rojiza. En la parte central-distal encontramos pequeñas gravas laminadas, que nos indican un depósito de corrientes hídricas relativamente organizadas.
  - E-17: tiene un grosor de 20-25 cm. Es una secuencia de carbonatos arenosos, masivos y muy pálidos, intercalados entre los espeleotemas calcíticos. Tiene una sedimentación química de clastos finos autóctona, indicándonos ausencia de aportes exteriores.
  - E-18, E-19 y E-20: se formó por sedimentación plástica de flujo por gravedad. Tiene gravas medias y gruesas, con lutitas y bloques, siendo en los laterales de dimensiones más reducidas. Los aportes de materiales provienen tanto del sur como del norte, presentando una matriz claroscura. E-19 presenta clastos muy abundantes en la parte central, con color rojizo, además de evidencias de presencia de macro y microvertebrados asociados a industria lítica.
- Fase 3: su cronología se encuentra en el Pleistoceno Superior. Presenta un único nivel, E-21. Está formado por un flujo detrítico por gravedad, con gravas y bloques, y muy poca matriz. Tiene un conducto vertical en el sur de la sección central.[22]

#### Galería y Covacha de los Zarpazos (TG-TN-TZ)

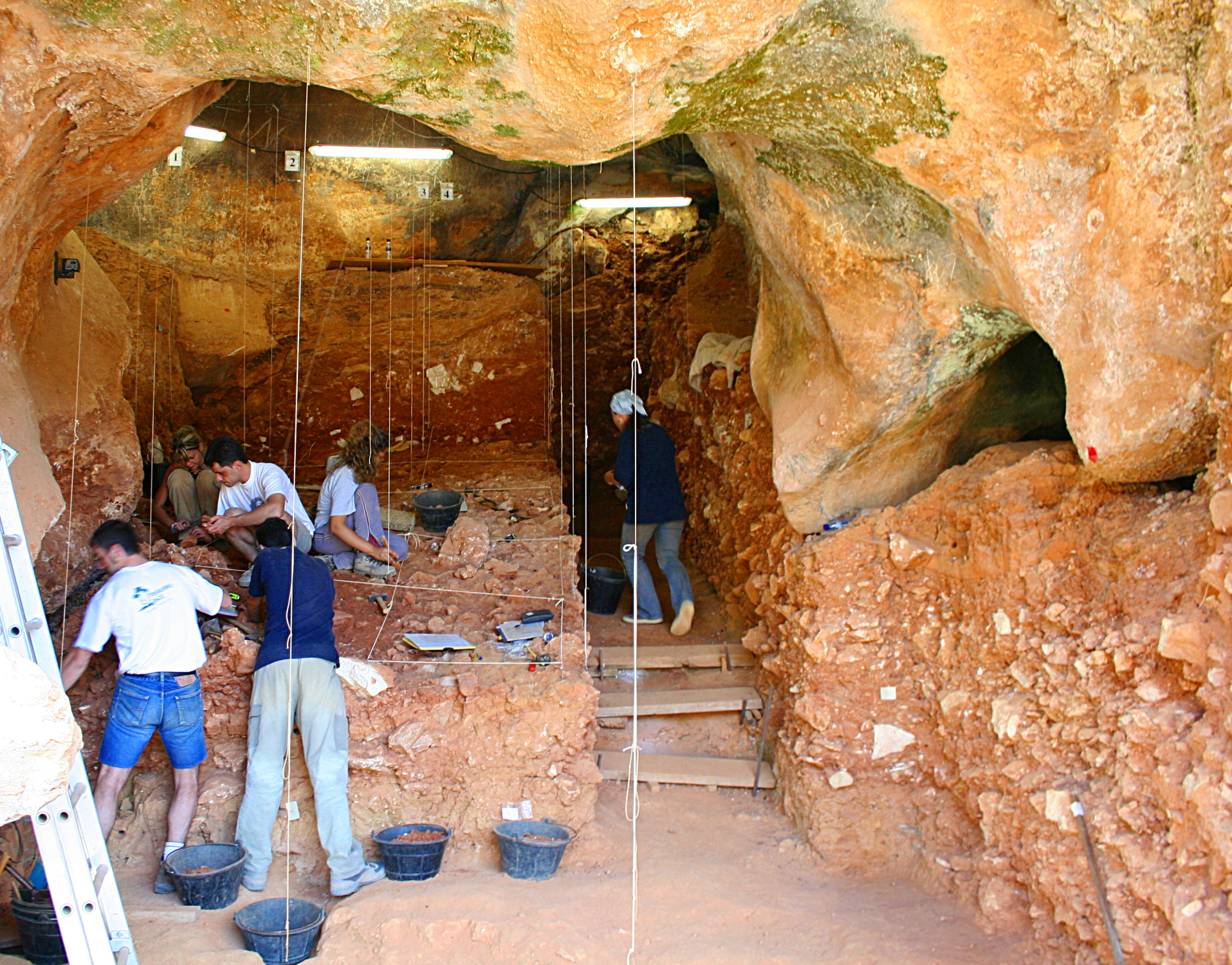
Trabajos de excavación en Covacha de los Zarpazos en 2006.

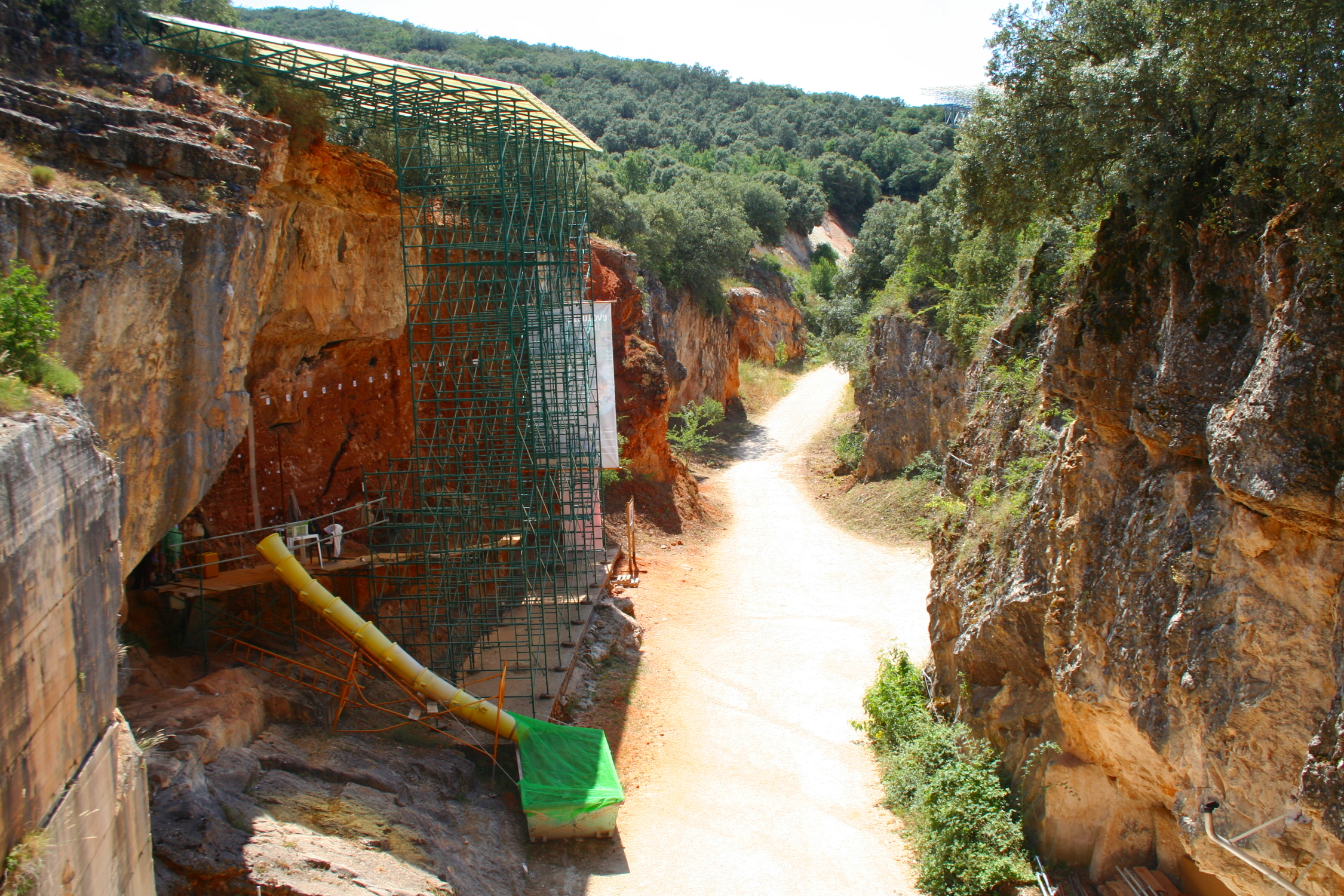
Yacimiento de Galería.

El yacimiento de la Galería está situado en la trinchera del ferrocarril, fue el primer yacimiento excavado de forma sistemática de los de dentro de la trinchera. Se trata de una galería subterránea (sección TG/Trinchera Galería) que se abre al exterior por una chimenea (sección TN/Trinchera Norte) en forma de sima. La entrada parece que se encontraba en la zona izquierda, conocida como Covacha de los Zarpazos (sección TZ/Trinchera Zarpazos).
El hundimiento del techo de la galería fue lo que formó la chimenea convirtiéndose en una trampa natural donde caían (o eran empujados por los cazadores) numerosos animales, estos eran luego aprovechados por los humanos (probablemente los cazadores) y otros carnívoros.
Los depósitos de Galería abarcan una cronología de entre 200 000 y 400 000 años y se han identificado cinco fases sedimentarias (TGI-TGV), con presencia humana intensa en la tercera de ellas. En esta fase se han localizado hasta trece suelos distintos de ocupación humana en los que se han hallado numerosas herramientas líticas del modo 2 (Achelense) con restos de ciervos, caballos, bisontes y rinocerontes. En los huesos de animales hallados hay marcas de dientes de osos, leones, zorros y linces.
También se ha encontrado un fragmento de cráneo perteneciente a Homo heidelbergensis.

#### Gran Dolina (TD, Trinchera Dolina)

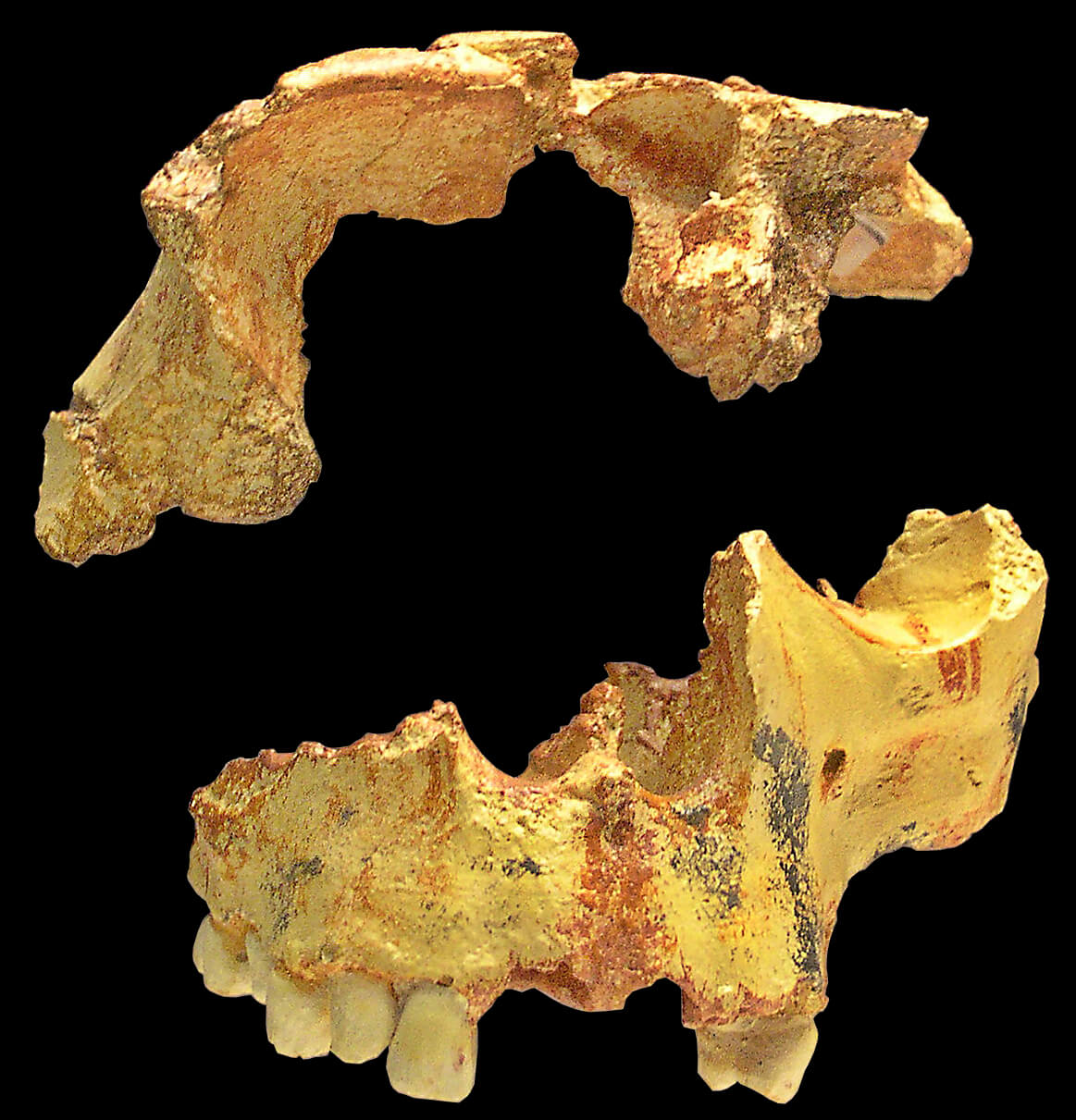
Rostro juvenil de Homo antecessor.

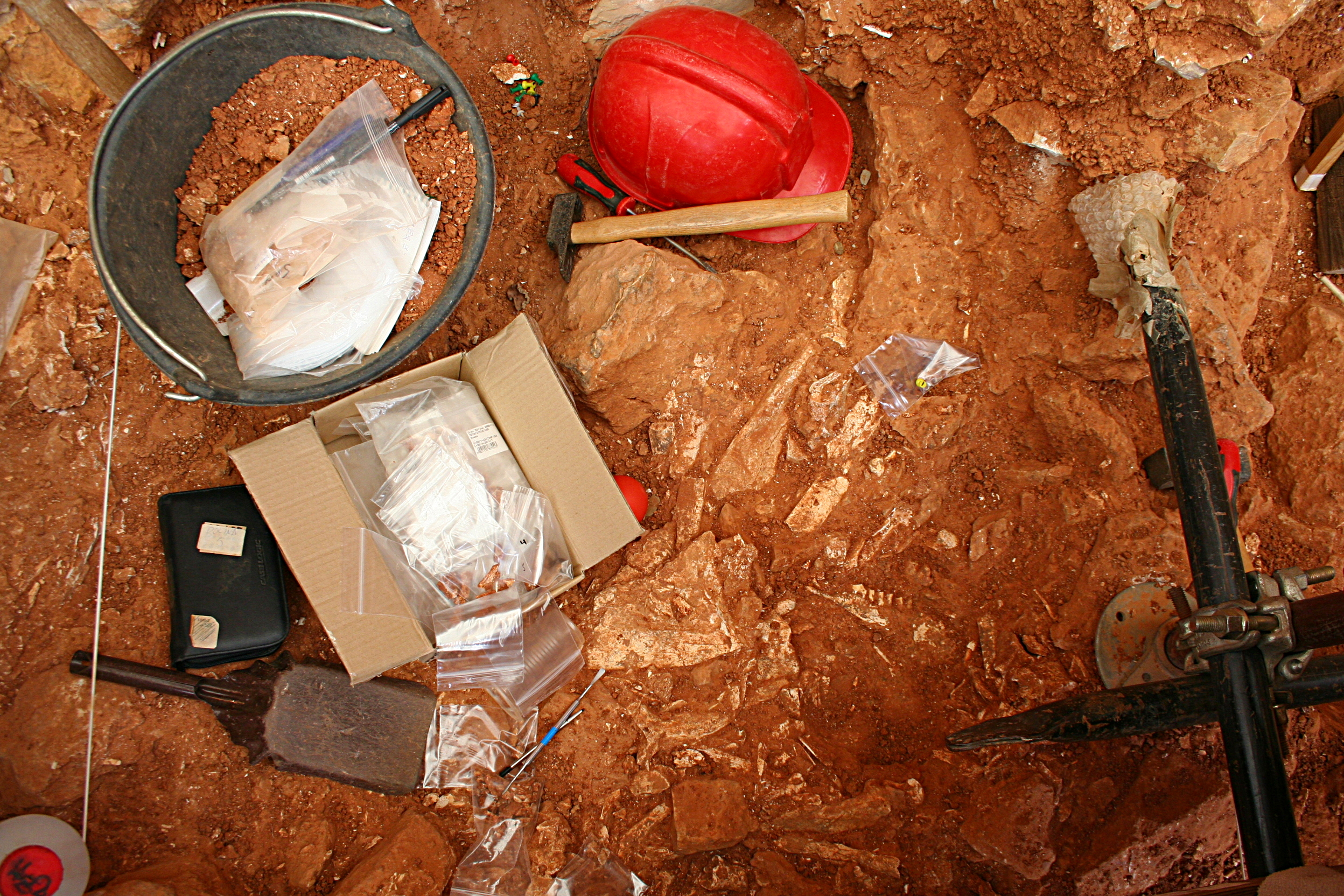
Detalle de un cuadro de excavación con todos los utensilios necesarios para extraer los fósiles del sedimento, como la mandíbula que se observa, del nivel TD-10 de Gran Dolina.

El yacimiento de la Gran Dolina se ubica en el interior de la trinchera del ferrocarril y es el más conocido. En él aparecieron los primeros restos de la especie Homo antecessor. Tiene 18 metros de sedimentos que recorren una secuencia temporal que va desde hace un millón de años (en el nivel TD1) hasta hace 200 000 años (en el nivel TD11). En estos 18 metros de sedimento se han diferenciado 11 niveles estratigráficos.
En los niveles inferiores se han encontrado restos de animales carnívoros, como el tigre de dientes de sable y la hiena manchada (ambos en su registro más antiguo de Europa) así como una nueva especie de oso, antecesor del oso de las cavernas, que ha sido bautizado como Ursus dolinensis, por su lugar de descubrimiento. Se han encontrado útiles de piedra del modo 1 lítico en el nivel TD4 al igual que en la base de la Sima del elefante con antigüedad de un millón de años.
En el nivel TD6 se encontraron en 1994 los restos de lo que se describiría después como una nueva especie humana, el Homo antecessor, uno de los pobladores más antiguos de Europa y proveniente de África. El estudio de los huesos de este hallazgo reveló huellas de cortes hechos por una herramienta humana, es decir, se determinó que estos antiguos habitantes de la Gran Dolina practicaban el canibalismo. El nivel siguiente, el TD7, muestra testimonio de la inversión magnética del campo terrestre cuyo inicio coincide con el conocido como límite de Matuyama-Brunhes y define la frontera entre el Pleistoceno Inferior y el Medio hace unos 780 000 años y un corto episodio de polaridad normal, que precisa aún más la edad, de hace 900 000 años (hay que notar que los fósiles del Homo antecessor están en el nivel inferior, por lo que su antigüedad es mayor a la de la inversión magnética). El nivel TD10, datado entre 450 000 y 200 000 años, contiene restos de industria lítica de los modos técnicos 2 y 3. En uno de sus subniveles (TD10.2) ha sido identificada una gran concentración de huesos de bisonte procesados antrópicamente fruto del uso de la cavidad como cazadero por parte de los homínidos.
Se han seguido hallando restos de Homo antecessor que confirman la importancia y riqueza de este yacimiento. Se han descubierto nuevas especies de animales en sus sedimentos, tales como la especie de oso Ursus dolinensis y la musaraña Dolinasorex glyphodon.

#### Cueva Fantasma
La cueva Fantasma está situada junto a la Sima del Elefante y su existencia fue divulgada en el verano de 2016. Se ha estimado que podría proporcionar el registro fósil de mayor antigüedad de los yacimientos de Atapuerca, con sedimentos de hace 1,5 millones de años, y que quedó cerrada al exterior hace unos 400 000 años. Se comenzó a excavar en la campaña del verano de 2017.

### Cueva Mayor

#### Sima de los Huesos

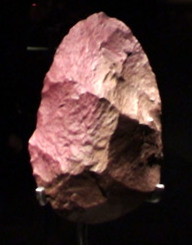
Bifaz conocido como Excalibur. Podría ser un objeto simbólico relacionado con la muerte.

El yacimiento Sima de los Huesos es una pequeña cámara situada en la base de un pozo de 13 metros de profundidad que se halla en la parte más profunda de la Cueva Mayor. En él se ha encontrado una gran cantidad de huesos de animales y humanos magníficamente conservados. Los sedimentos con restos humanos de este lugar datan de hace 430 000 años como mínimo, es decir, del Pleistoceno medio.
Lo que hace importante este yacimiento es la gran cantidad de restos humanos encontrados, más de 6500 restos fósiles, que pertenecen a un grupo de al menos 28 individuos (NMI) de una única paleopoblación de la especie Homo heidelbergensis (considerada ancestro de Homo neanderthalensis) de muy diferentes edades y ambos sexos. Estos restos representan más del 90 % de los fósiles humanos recuperados para el Pleistoceno Medio de todo el mundo.

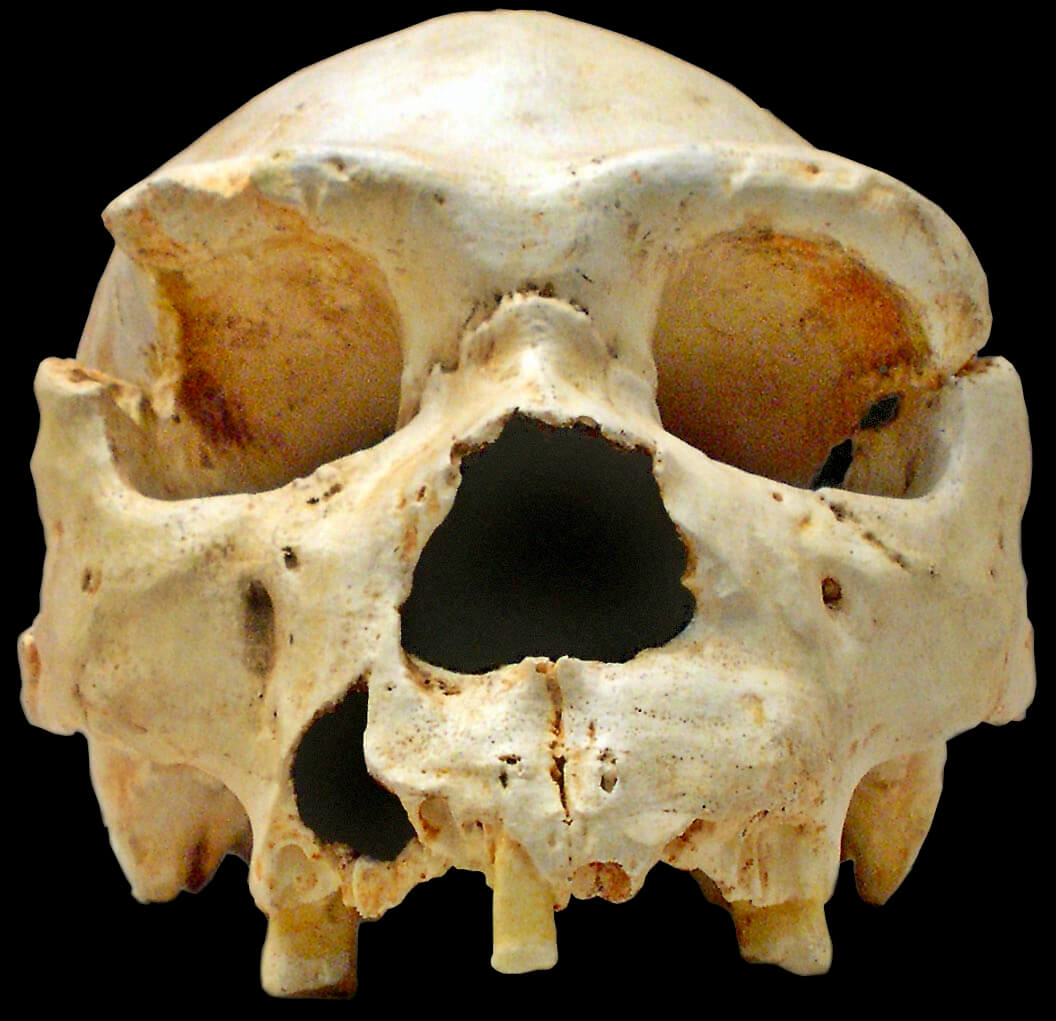
Cráneo número 5 de la Sima de los Huesos, tal como apareció en la campaña de 1992, en campañas posteriores se exhumó la mandíbula.

De los restos humanos recuperados destacan diecisiete cráneos, entre los que se encuentra el cráneo número 5 que es el cráneo de Homo heidelbergensis mejor conservado del mundo y recibe, popularmente, el nombre de "Miguelón" en honor a Miguel Induráin. Hay gran cantidad de huesos de todo tipo, desde pelvis, como la llamada Elvis, hasta los huesos del oído.
"Elvis" es la pelvis más completa del registro fósil. Perteneció a un individuo masculino, de 175 cm de altura y 95 kilogramos de peso. Se ha llegado a la conclusión estudiándola de que el Homo heidelbergensis  era tan alto como nosotros, pero más robusto. La cavidad pélvica era mayor, facilitando el parto en las mujeres.
Se cree que este era un lugar de enterramiento humano y de culto a los difuntos, únicamente se ha encontrado una herramienta lítica entre todos los restos, esta herramienta, un bifaz, está sin usar y es de cuarcita roja; fue encontrado en 1998 y recibió el nombre de Excalibur. Se considera que Excalibur es un presente a alguno de los difuntos enterrados en este lugar, lo que indicaría la existencia de una mente simbólica y reflexiva, preocupada por los problemas eternos de la vida y la muerte y con capacidad de sentimientos. Esto señala a Homo heidelbergensis como un ser humano completo, ya no en lo físico, sino en lo espiritual.
El estudio tafonómico de una pequeña parte de las fracturas encontradas en los huesos, típicas de la fase bioestratinómica, indica que podrían deberse a fuertes impactos por caída de los cuerpos desde los trece metros de caída libre que tiene la sima, mientras que las fracturas en los huesos largos son compatibles con roturas, esta vez postdeposicionales, propias de enterramientos colectivos.

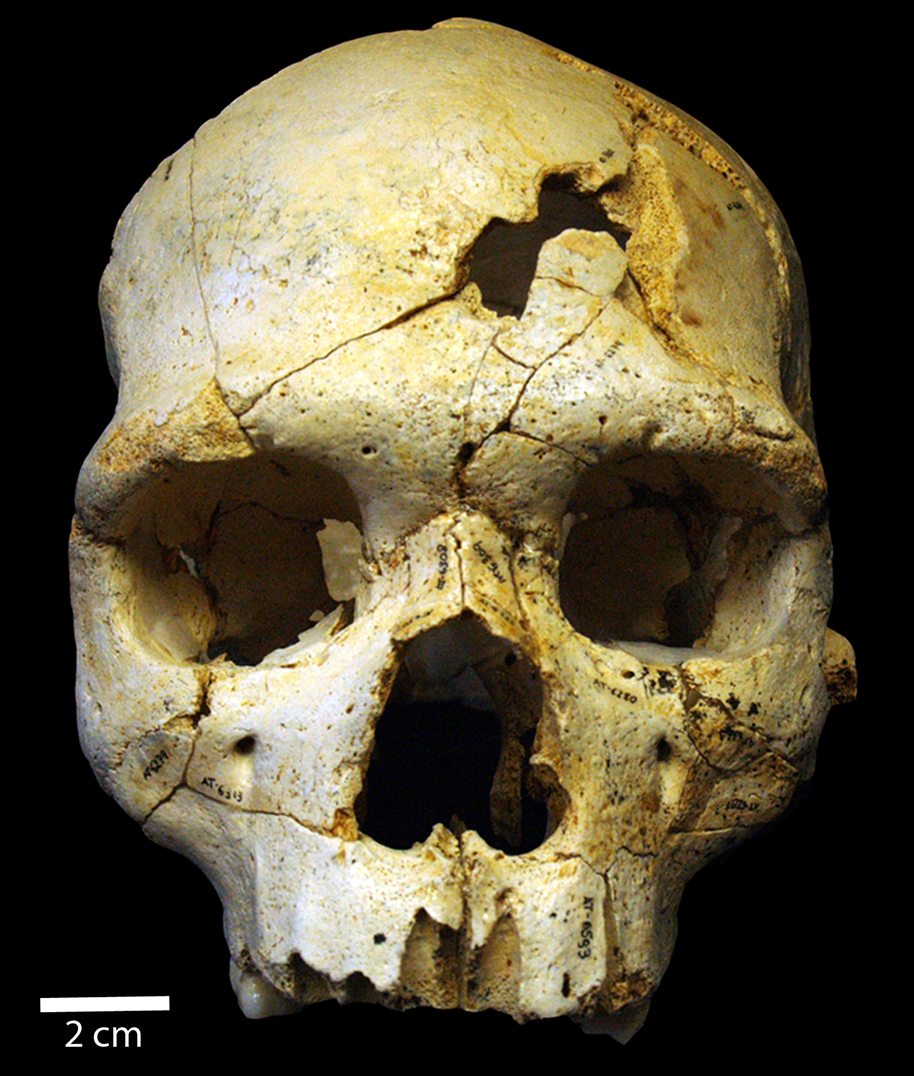
Cráneo número 17, mostrando los dos orificios producidos aparentemente por un mismo objeto punzante, causante de la muerte violenta e intencionada del individuo.

Sin embargo, la prueba más clara de que la acumulación de restos humanos fue intencionada son las lesiones perimortem del Cráneo número 17, detectadas en 2015 tras su restauración: dos orificios en la parte superior del cráneo, causados con un mismo objeto punzante y necesariamente mortales, señalando que el individuo sufrió una muerte violenta y que sus restos fueron arrojados a la sima siendo ya cadáver.
Entre los restos de carnívoros encontrados hay una gran cantidad de restos de oso de la especie Ursus deningeri, más de 180 individuos.
Este yacimiento, por los hallazgos en él realizados, es único en el mundo.

#### El Portalón
El yacimiento del Portalón situado en la entrada de Cueva Mayor ha permitido documentar una parte muy importante de la Edad del Bronce, hace entre 3690 y 2900 años. Es relevante la cerámica decorada, con más de 400 motivos iconográficos, y diferentes herramientas de hueso y bronce, así como adornos de hueso, asta y marfil.
El yacimiento se ha excavado en un sondeo hasta alcanzar el Pleistoceno Superior, este con escaso impacto antrópico, pero las ocupaciones más relevantes son del Neolítico, Calcolítico y Edad del Bronce.
En el esqueleto de un niño, datado directamente por 14C entre 5030 y 5020 años calibrados antes del presente, se han detectado evidencias de raquitismo y escorbuto, enfermedades metabólicas de las que hay muy pocos casos documentados en otros yacimientos europeos de edad similar, lo que aporta indicios sobre la pobre alimentación o las condiciones de salud de estas poblaciones.

#### Galería del Sílex
La Galería del Sílex fue descubierta en 1964 por el Grupo Espeleológico Edelweiss de Burgos. Ofrece espectaculares vestigios de la Edad del Bronce. Ha permanecido cerrada desde un tiempo muy cercano a aquella época lo que ha permitido una excepcional conservación del suelo donde se desarrollaron las actividades humanas así como el arte rupestre. En una de sus cámaras se han encontrado multitud de restos humanos y animales con herramientas de piedra y hueso así como cerámica, lo que evidencia una actividad de carácter ritual. Hay abundantes pinturas y grabados en sus paredes, muchos de los símbolos pintados también aparecen en la cerámica.

#### Galería de las estatuas
En la campaña de 2017 se descubrió una falange de Homo neandertalensis durante el lavado de sedimentos.

### Otros yacimientos del complejo de Atapuerca

#### Cueva del Mirador

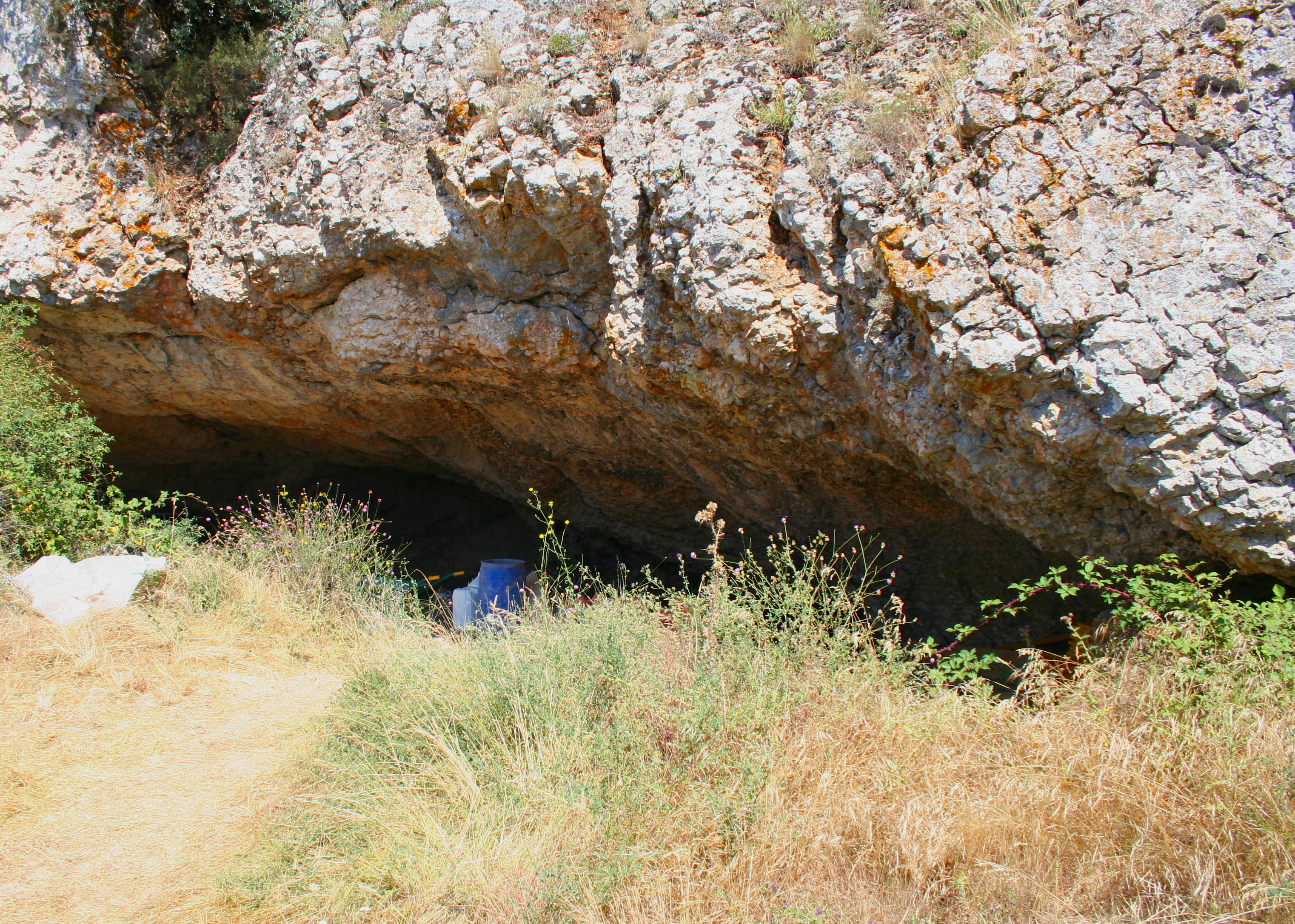
Entrada a la Cueva del Mirador.

El yacimiento del Mirador es el más alejado del complejo arqueológico y se han hallado restos pertenecientes al Neolítico, Calcolítico y Edad de Bronce. El hallazgo de un enterramiento de hasta 6 individuos de diferentes edades y sexos, datado en 3670 años, indica que este lugar era utilizado como cueva sepulcral.

#### Valle de las orquídeas
El yacimiento del Valle de las orquídeas es un yacimiento que no está en una cueva, sino situado en el exterior. Tiene una antigüedad de unos 27 000 o 30 000 años, pertenece al Pleistoceno Superior, y no hay constancia de otras ocupaciones. Su ubicación es debida a la buena provisión de recursos y el dominio de un área determinada del territorio.

## Secuencia cultural a partir de los artefactos líticos
Mediante el estudio de las técnicas de la fabricación de las herramientas de piedra, lo que se conoce como industria lítica es posible la datación de los hallazgos encontrados en los diferentes yacimientos.
En Atapuerca se ha logrado completar una, la secuencia de la evolución tecnológica prehistórica que demuestra que las cuevas de Atapuerca han sido ocupadas por todas las culturas que han existido en el Pleistoceno Inferior y Medio en Europa. Si en el yacimiento de la Galería se ha establecido una serie relativamente completa del modo 2 o Achelense; en el de la Gran Dolina se ha identificado industria lítica del Modo 1 u Olduvayense y del Modo 3 o Musteriense.
En Gran Dolina se está intentando completar toda la evolución tecnológica del Pleistoceno, documentando todas las culturas que han existido en el Paleolítico Inferior y Paleolítico Medio en Europa. Se reconocen las siguientes fases:
- Modo técnico 1 o Olduvayense: Según los investigadores de los yacimientos de Atapuerca, la industria del Modo 1 es la más antigua y se caracteriza por herramientas más simples: lascas sin retocar y cantos tallados, una lasca de sílex, datada en, al menos, un millón de años, fue hallada en la campaña del año 2000 en el yacimiento de la Sima del Elefante. También se han localizado piezas con casi un millón de años en los niveles TD4 y TD5 de la Gran Dolina, aunque la serie más significativa corresponde a TD6, estrato con unos 780 000 años, en cuyo sondeo aparecieron 268 utensilios y, también, los restos de Homo antecessor. Se encontraron piezas de cuarcita, caliza, cuarzo y sílex: cantos sin talla (manuports, percutores…), cantos tallados, lascas, denticulados y raederas. Los núcleos son, sobre todo, desorganizados (método ortogonal multifacial), pero también los hay polarizados (método ortogonal longitudinal) y solo algunos centrípetos. Por todo ello, los investigadores que trabajan en la sierra de Atapuerca consideran que Gran Dolina es el primer yacimiento del Pleistoceno Europeo que tiene toda la secuencia de la evolución de las primeras piezas de industria.

|  |  |

- Modo técnico 2 o Achelense: Aparece, básicamente en los niveles del yacimiento de la Galería, con una antigüedad que oscila entre los 350 000 y 128 000 años. La mayor parte de las piezas corresponden a sucesivos niveles de ocupación, muy esporádicos (de corta duración), de TG10 y TG11, destacando las piezas de sílex, aunque hay de todo tipo de materias primas.
Simplificando mucho, en el Modo 2, las piezas son trabajadas de forma radial, por eso, los tipos más característico son el bifaz y los núcleos centrípetos; también aparecen hendidores y triedros, así como raederas, puntas y denticulados. En efecto, los núcleos eran, mayoritariamente, explotados por medio de extracciones organizadas (centrípetas y paralelas). En Atapuerca, los bifaces evolucionan hacia una morfología más alargada, con una talla cada vez más flexible. Culturalmente partimos de una posición intermedia dentro del Achelense hasta llegar a un Achelense Superior a techo de la secuencia.

|  |  |

- Modo técnico 3 o Musteriense Antiguo: de nuevo volvemos al yacimiento de la Gran Dolina, donde se asegura que la industria del nivel TD10 señala la transición entre los períodos Achelense («modo técnico 2») y Musteriense («modo técnico 3»), en el nivel TD10 y con unos 350 000 años. Más arriba, en los niveles TD11 y TD12, con unos 300 000 años de antigüedad, aparecen utensilios sobre lasca de tamaño pequeño y mediano, y núcleos de extracciones centrípetas bastante estandarizados. Por lo que se aprecia en Atapuerca, en el Modo 3, los humanos aprendieron a sacar del mismo volumen de piedra mayor cantidad de filo. Esta técnica está asociada en Europa a los Neandertales.

|  |  |

La gama crono-cultural se está completando aún, con hallazgos que podrían extender esta secuencia hasta el final del Pleistoceno en el Portalón de la Cueva Mayor, en la Cueva del Mirador y en el Valle de las Orquídeas.
Es bastante difícil correlacionar estos datos —recogidos en los distintos yacimientos del complejo kárstico de Atapuerca— con otros procedentes de sitios al aire libre; pero, solo Atapuerca permite atestiguar con solidez científica la presencia humana a lo largo del Pleistoceno, y solo Atapuerca puede jalonarla de fechas absolutas.

## Equipo de investigación (EIA)
El Equipo de Investigación de Atapuerca (EIA) está integrado por cerca de 300 especialistas de 22 nacionalidades y 30 disciplinas. Trabaja durante las excavaciones estivales en la sierra de Atapuerca y desde universidades y centros de investigación colaboradores el resto del año.
Siete codirectores coordinan la investigación científica:
- Juan Luis Arsuaga: catedrático de Paleontología (UCM).
- Alfonso Benito Calvo: geólogo de los yacimientos e investigador del Cenieh.
- José Miguel Carretero Díaz: director del Laboratorio de Evolución Humana de la UBu y coordinador del yacimiento de Portalón.
- Ignacio Martínez Mendizábal: catedrático en Antropología física de la UAH.
- María Martinón Torres: directora del CENIEH y especialista en antropología dental.
- Marina Mosquera Martínez: directora del IPHES de Tarragona y coordinadora de TD-6.
- Andreu Ollé Cañellas: arqueólogo en industria lítica de Dolina e investigador del IPHES.

Sus investigadores publican en revistas científicas internacionales de prestigio, como Nature, PNAS y Science, y cuentan con reconocimiento internacional en el campo de la paleoantropología.

## Repercusión científica
Atapuerca constituye el conjunto de restos más antiguos y más numerosos de Europa. Se le considera Patrimonio cultural por la UNESCO desde el año 2000, y los descubrimientos que se han llevado a cabo en ella han tenido una enorme repercusión científica.
El conjunto de los yacimientos está declarado como «Lugar de interés geológico español de relevancia internacional» (Geosite) por el Instituto Geológico y Minero de España, con la denominación «VP006: Atapuerca», dentro de la categoría «yacimientos de vertebrados del Plioceno-Pleistoceno español».
Por un lado, algunos hallazgos son de hace 800 000 años, e incluso hasta 1,2 millones de años. Esto cambió nuestras teorías sobre quién fue el primer poblador de Europa y cuándo la ocupó, de dónde procedía y cuáles eran sus características.
Por otra parte, algunos restos destacan por formar un colectivo, es decir, no procedían de individuos aislados. Esto da a los científicos la oportunidad de reconstruir la vida de un grupo de homínidos, de más de 30 integrantes, hace 300 000 años.

## Repercusión económica y desarrollo demográfico
El municipio de Atapuerca ha crecido significativamente a nivel económico, demográfico y social por el impacto generado a partir de la presencia del yacimiento arqueológico y sus servicios asociados. En efecto, el 15 % de la población activa tiene un trabajo relacionado con el turismo, lo que invirtió el despoblamiento de la región, creciendo y rejuveneciendo a la población (situando la edad media en 42 años).